# Вероника реснитчатая
Вероника реснитчатая (лат. Veronica ciliata) — многолетнее травянистое растение, вид рода Вероника (Veronica) семейства Подорожниковые (Plantaginaceae).

## Распространение и экология
Азия: Китай (Джунгария, Тибетский автономный район, провинции Шаньси, Сычуань, Юньнань), Монголия (восточная часть, район озера Хэнтэй, хребет Хангай). На территории бывшего СССР встречается в Заилийском Алатау, Терскей-Алатау, Какшалтау, Джунгарском Алатау, Восточных Саянах.
Произрастает на сырых лугах, галечниках в субальпийском и альпийском поясах, по каменистым берегам рек и озёр, поднимаясь до 3600 м над уровнем моря.

## Ботаническое описание
Корни волокнистые. Стебли высотой 14—30 см, почти двурядно опушённые, прямые, у основания приподнимающиеся, ветвистые, крепкие, округлые.
Листья супротивные, нижние на коротких черешках, остальные сидячие, почти торчащие, яйцевидные, или продолговато-ланцетные, тупые, длиной 2—2,5 см, на верхушке и при основании цельнокрайные, в средней части пластинки тупо и неравно пильчато-зазубренные, преимущественно по краю и снизу по жилкам волосистые.
Цветки в числе 4—12, собраны в головчатые, опушённые, конечные соцветия. Прицветники линейные, ресничатые; цветоножки короткие, волосистые, несколько короче прицветников, при плодах удлиняющиеся. Чашечка пятираздельная, обычно пятая доля чашечки втрое короче венчика и значительно меньше остальных, последние прямые, продолговато-ланцетные, тупые, ресничатые и волосистые; венчик диаметром 5—6 мм, голубой, сине-фиолетовый или розовый, с короткой трубкой, отгиб венчика с тремя почти равными, округлыми, широко выемчатыми долями и с одной продолговато-ланцетной, едва выемчатой. Тычинки вдвое короче лопастей венчика, несколько изогнутые, голые, с почти округло-почковидными пыльниками.
Коробочка длиной 9—10 мм, на верхушке суженная и притуплённая, с очень незначительной выемкой, опушенная длинными волосками, с коротким прямым столбиком. Семена плоские, длиной 0,5—0,75 мм, шириной 0,25—0,5 мм.
Цветёт в июне — августе.

## Классификация

### Представители
В рамках вида выделяют несколько подвидов:
- Veronica ciliata subsp. cephaloides (Pennell) D.Y.Hong — произрастает в Китае, Индии, Непале и Пакистане.

- [syn.  Veronica cephaloides Pennell]

- Veronica ciliata subsp. ciliata
- Veronica ciliata subsp. zhongdianensis D.Y.Hong — произрастает в Китае

### Таксономия
Вид Вероника реснитчатая входит в род Вероника (Veronica) семейства Подорожниковые (Plantaginaceae) порядка Ясноткоцветные (Lamiales).
|  |                                      |  |                                                             |                                                             |                          |  | ещё 21 семейство (согласно Системе APG II) | ещё 21 семейство (согласно Системе APG II) |                          |  |  |  | ещё от 300 до 500 видов |
|  |                                      |  |                                                             |                                                             |                          |  | ещё 21 семейство (согласно Системе APG II) | ещё 21 семейство (согласно Системе APG II) |                          |  |  |  | ещё от 300 до 500 видов |
|  |                                      |  |                                                             | порядок Ясноткоцветные                                      |                          |  |                                            |                                            | род Вероника             |  |  |  |                         |
|  |                                      |  |                                                             | порядок Ясноткоцветные                                      |                          |  |                                            |                                            | род Вероника             |  |  |  |                         |
|  | отдел Цветковые, или Покрытосеменные |  |                                                             |                                                             | семейство Подорожниковые |  |                                            |                                            | вид Вероника реснитчатая |  |  |  |                         |
|  | отдел Цветковые, или Покрытосеменные |  |                                                             |                                                             | семейство Подорожниковые |  |                                            |                                            |                          |  |  |  |                         |
|  |                                      |  | ещё 44 порядка цветковых растений (согласно Системе APG II) | ещё 44 порядка цветковых растений (согласно Системе APG II) |                          |  |                                            | ещё 90 родов                               | ещё 90 родов             |  |  |  |                         |
|  |                                      |  |                                                             | ещё 44 порядка цветковых растений (согласно Системе APG II) |                          |  |                                            |                                            | ещё 90 родов             |  |  |  |                         |